# Lavajärvi (sjö i Lappland)
Lavajärvi är en sjö i Finland. Den ligger i kommunen Rovaniemi i landskapet Lappland, i den norra delen av landet, 700 km norr om huvudstaden Helsingfors. Lavajärvi ligger 202,2 meter över havet. Den är 10,5 meter djup. Arean är 91,1 hektar och strandlinjen är 5,79 kilometer lång. Sjön  ingår i Kemi älvs huvudavrinningsområde. 